# ユーリ・アフォーニン

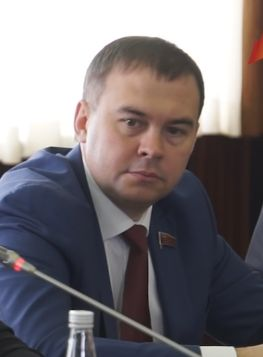
ユーリ・アフォーニン（2016年）

ユーリ・ヴャチェスラヴォヴィチ・アフォーニン（ロシア語: Юрий Вячеславович Афонин、1977年3月22日 - ）は、ロシアの政治家。 国家院議員。ロシア連邦共産党所属。ロシア青年公会議所理事会の一員。